# شاربانه
شاربانه (به صربی: Šarbane) یک روستا در صربستان است که در Ub Municipality واقع شده‌است. شاربانه ۱۱٫۹۱ کیلومتر مربع مساحت و ۵۰۱ نفر جمعیت دارد.